# جنیفر بیست
جنیفر بیست (انگلیسی: Jennifer Bisset؛ زادهٔ ۲۸ ژانویهٔ ۱۹۹۲) بازیکن فوتبال اهل استرالیا است.